# Estadio Ciudad de Lanús – Néstor Díaz Pérez
Das Estadio Ciudad de Lanús – Néstor Díaz Pérez ist ein Fußballstadion in der argentinischen Stadt Lanús. Es bietet Platz für 47.027 Zuschauer und ist das Heimspielstätte des Fußballclubs CA Lanús.

## Geschichte
Das Estadio Ciudad de Lanús – Néstor Díaz Pérez, auch unter seinem inoffiziellen Namen La Fortaleza bekannt, wurde in einigen Jahren vor 1929 erbaut. Am 24. Februar 1929 folgte die Eröffnung mit dem Spiel des CA Lanús gegen die Boca Juniors, was mit 2:0 für den Gast aus dem Armenviertel La Boca in Buenos Aires endete. Seinerzeit stand es noch auf dem Areal einer heutigen Kreuzung. Das Estadio Ciudad de Lanús wurde im Jahre 2003 abgerissen. Nahe dem alten Stadion wurde ein neues errichtet, das den gleichen Namen bekam wie das alte. Die Kreuzung, an der das alte Stadion gebaut wurde, trägt den Namen eines der besten Fußballer von CA Lanús, des 37-maligen argentinischen Nationalspielers Juan Héctor Guidi (1930–1973), der fast seine gesamte Karriere bei CA Lanús verbrachte. 
Das Stadion bietet auch Platz für eine ganze Reihe anderer Sportarten und sonstiger Dinge. So ist dem Estadio Ciudad de Lanús ein Sektor für den Boxsport, Anlagen für Ausdauersportarten, zahlreiche Räume für Journalisten und eine Schule, deren Einrichtung für das Jahr 2012 geplant ist.

## Galerie

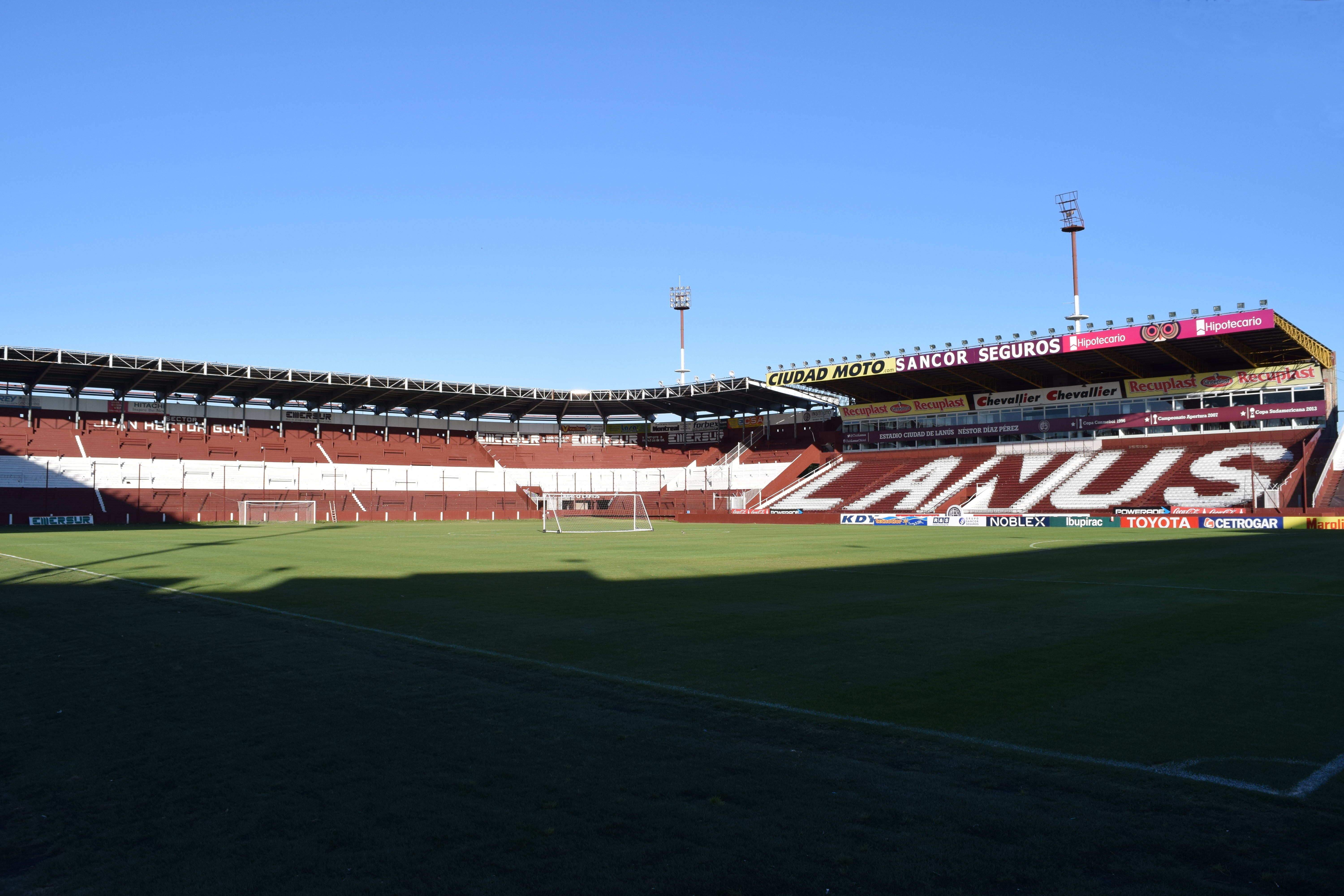
Blick in das Stadion (2014)
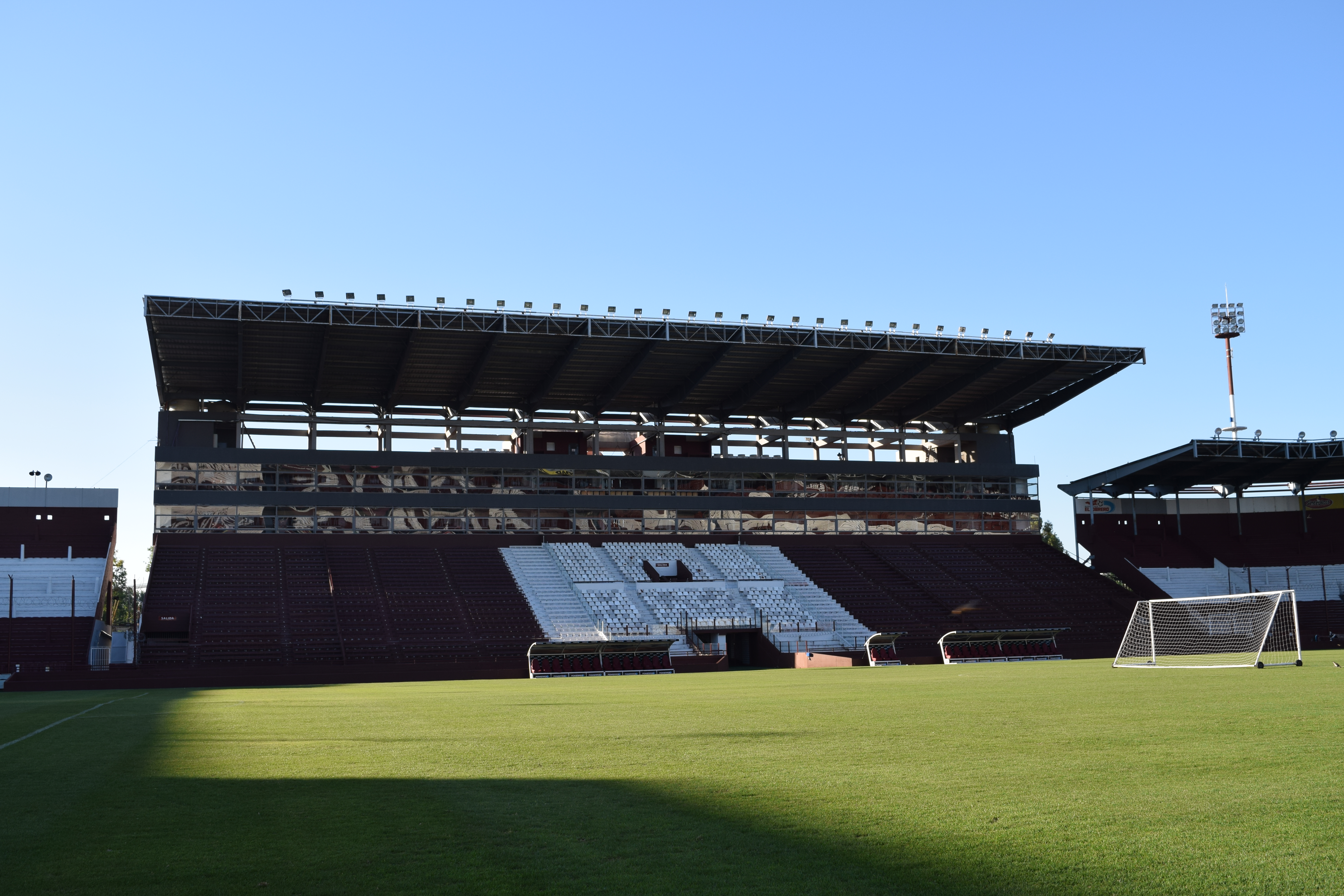
Die Haupttribüne (2014)
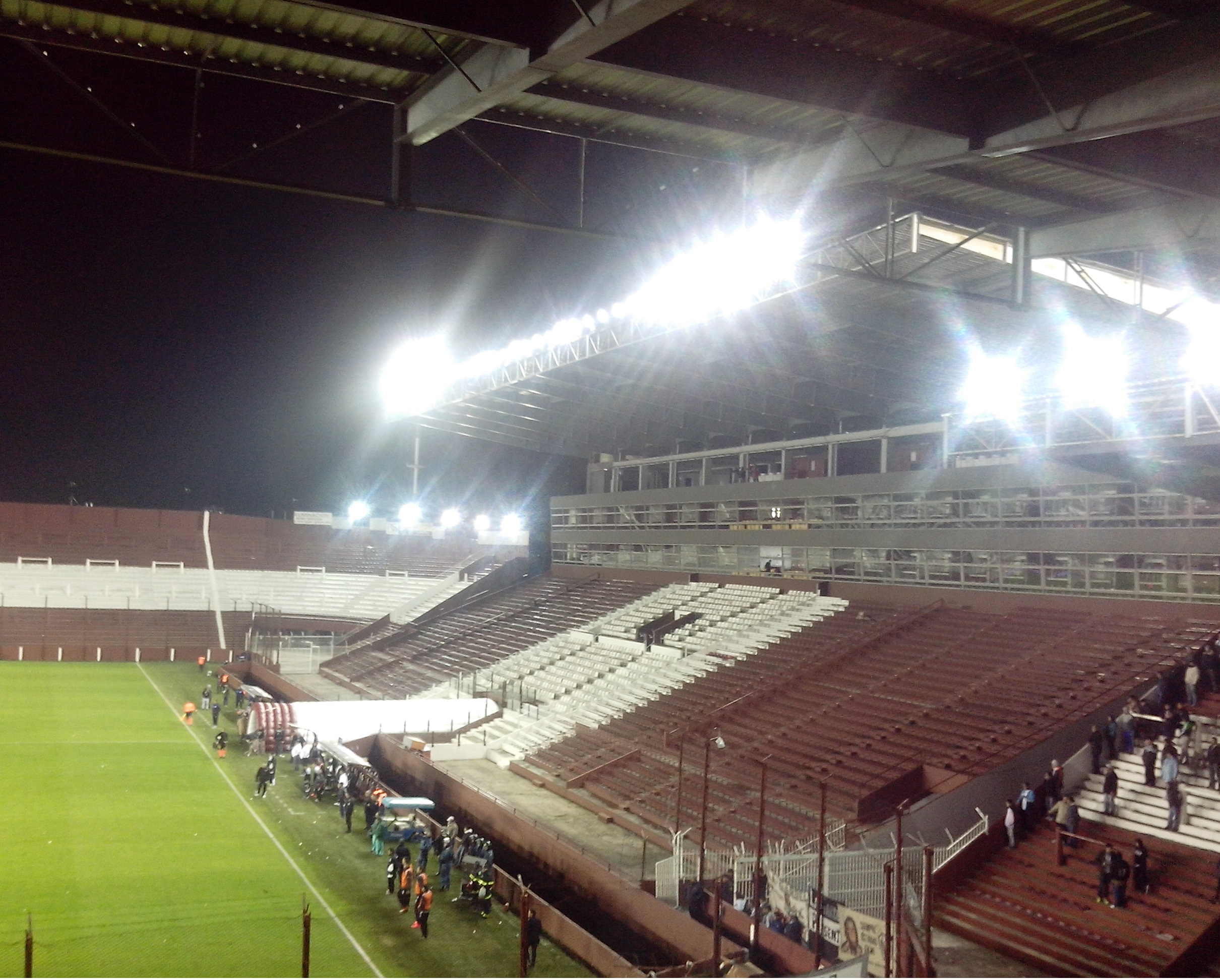
Das Estadio Ciudad de Lanús unter Flutlicht (2014)